# 2010 à Djibouti
Cet article présente les faits marquants de l'année 2010 à Djibouti.

## Évènements
- Mardi 19 janvier 2010 : le président français Nicolas Sarkozy est arrivé à Djibouti où il a rencontré le président Ismaël Omar Guelleh. Les relations des deux pays sont perturbées depuis des années par l'affaire Bernard Borrel, un magistrat français détaché à Djibouti retrouvé mort en 1995, le corps en partie carbonisé. L'enquête de la justice française a longtemps privilégié la thèse du suicide avant de retenir celle d'un assassinat après de nouvelles expertises. Ce dossier est devenu une affaire d'État après la mise en cause par des témoins du président Ismaël Omar Guelleh et de dignitaires du régime de Djibouti, où la France entretient sa principale base militaire en Afrique.

- Mardi 16 mars 2010 : un homme d'affaires djiboutien et opposant dépose plainte à Paris contre le président Ismaël Omar Guelleh, notamment pour assassinat après la mort suspecte de deux membres de sa famille.

- Mercredi 3 novembre 2010 : l'ONU cherche 39,9 millions de dollars (28,4 millions d'euros) pour venir en aide à 120 000 personnes qui souffrent de la sécheresse qui affecte le nord de la Corne de l'Afrique, détruit les récoltes et décime les troupeaux, depuis 2005. Ces années successives de sécheresse ont dévasté les moyens de subsistance des populations dans les régions rurales de Djibouti et environ 25 000 enfants souffrent de malnutrition aiguë[1].